# Демократична коаліція (Угорщина)
Демократична коаліція (угор. Demokratikus Koalíció,  DK ) — лівоцентристська політична партія Угорщини, заснована колишнім прем'єр-міністром Угорщини Ференцом Д'юрчань в 2011 році. Раніше вона була фракцією Угорської соціалістичної партії, але відкололася 22 жовтня 2011 і стала окремою партією. Представлена 4 депутатами в Національних зборах Угорщини та 2 депутатами в Європарламенті. Партія сповідує ідеологію третього шляху в центризм, дотримується також підвалин соціал-лібералізму і виступає за євроінтеграцію Угорщини.

## Історія

### Частина Соціалістичної партії
5 жовтня 2010 Ференц Дюрчань оголосив керівництву партії, що створює нову платформу під назвою «Демократична коаліція», яка стане широким і відкритим суспільством для тих, хто поділяв ідеали революційних подій 1989 року. Ряд представників партії були незадоволені такою ініціативою Дьюрчаня. Перше засідання Демократичної коаліції відбулося 22 жовтня 2010 року в 14:00 в парку Святого Іштвана в 13-му окрузі Будапешта. Заступник голови партії соціалістів Андраш Балог в інтерв'ю «Népszava» заявив, що партія провалилася на виборах через помилки кабінету Дьюрчаня і взагалі повністю розкладається через корупцію.
У травні 2011 року платформи Угорської соціалістичної партії провели дебати про те, чи повинна партія продовжувати співпрацю з лівими партіями або піти на компроміс з центристами і правими, щоб створити альтернативу правлячому «Фідес у». Другу ідею підтримала тільки Демократична коаліція, всі інші підтримали позицію свого лідера Іштвана Хиллера. Хіллер розкритикував ідею Дьюрчаня про союз лібералів з консерваторами, назвавши її підривної для партії.

### Окрема партія
22 жовтня 2011 року Дюрчань оголосив про вихід з партії і створення прозахідного лівого руху. Він пояснив, що соціалісти не перетворили себе, внаслідок чого він покинув Угорську партію соціалістів і зібрав свою партію. Він визнав нову конституцію нелегітимною і заявив, що весь уряд і суд Угорщини підкоряються тільки Віктору Орбану. Створена ним партія отримала назву «Демократична коаліція», а Ференц Дюрчань став її лідером 6 листопада 2011 року. На прес-конференції він призначив своїми заступниками Тамаша Бауера, Йожефа Дебрецені, Чабуа Молнара і Петера Нідермюллера, пообіцявши офіційно висувати на партійних з'їздах всіх кандидатів і зберігати рівноправність серед членів партії. У нову партію подали 3800 заявок на вступ.
Демократичної коаліції 7 листопада 2011 роки заборонили формувати в Парламенті Угорщини фракції до весни 2012 року, визнавши депутатів від коаліції в Парламенті Угорщини незалежними. Для вступу до фракції їм необхідно було почекати як мінімум півроку. Але в квітні 2012 року партія «Фідес» і зовсім заборонила формувати парламентську групу Демократичної коаліції, сказавши, що її можуть формувати тільки ті, хто пройшов за партійним списком на попередніх виборах. Дюрчань заявив, що так на ньому відігрався Орбан, а Чаба Молнар пригрозив поскаржитися до європейських судів.

## Співпраця
У вересні 2013 року Угорська соціалістична партія відмовилася підписувати угоду про співпрацю з Демократичною коаліцією Ференца Дьюрчаня і Угорської ліберально партією Габора Фодор як популістами. Аттіла Мештерхазь в інтерв'ю телеканалу ATV сказав, що соціалістам доведеться схилити на свою сторону не визначилися ще виборців, а співпраця з Д'юрчань відштовхне їх від підтримки соціалістів. Дюрчань, в свою чергу, заявив, що Угорська соціалістична партія погодилася співпрацювати з Демократичною коаліцією тільки по 4 пунктам з 9, що було неможливо в принципі. Більш того, Демократичної коаліції було отримано лише 4 % місць в передвиборному списку, заборонивши Д'юрчань обиратися взагалі, і не дозволили створювати свою платформу. Дюрчань заявив, що партія не прийняла такі обмеження.
14 січня 2014 року опозиційні ліво-центристські партії склали загальний передвиборчий список для участі в парламентських виборах 2014 року. У список увійшли лідер угорських соціалістів Аттіла Мештерхазь, який збирався стати прем'єр-міністром, потім Гордон Байнаї (Разом 2014) і Ференц Дюрчань, третій у списку. Четверте зайняв ліберал Габор Фодор, а п'яте місце — Тімеа Сабо (Діалог за Угорщину). 56-е і 58-е місця отримали представники Ліберальної партії Угорщини. Голова парламентської фракції «Фідес» Антал Роган скептично до цього поставився, сказавши, що опозиція не запропонувала явною альтернативи або якесь нове обличчя. На виборах 2014 року в Європарламенті Демократична коаліція отримала 9,76 % голосів і делегувала двох осіб. 26 травня 2014 року Молнар оголосив про подачу партією заявки на вступ в Прогресивний альянс соціалістів і демократів.